# Jamie Carragher
James Lee Duncan Carragher, detto Jamie (Bootle, 28 gennaio 1978), è un opinionista ed ex calciatore inglese, di ruolo difensore.
È primatista di presenze (150) con la maglia del Liverpool nelle competizioni calcistiche europee, il nono della storia delle competizioni europee.
Ha raggiunto quota 700 presenze con la maglia del Liverpool in occasione dell'andata del preliminare di Europa League contro il Gomel in data 2 agosto 2012 ed è attualmente secondo per numero di presenze complessive nel club in partite ufficiali dietro al solo Ian Callaghan, mentre è il giocatore con più presenze con la maglia dei Reds nelle coppe europee.

## Biografia
Ha origini maltesi tramite il nonno paterno ed irlandesi tramite quello materno. Anche il figlio James è un calciatore professionista, ed ha optato per la nazionalità maltese.

## Caratteristiche tecniche
Dopo avere iniziato la propria carriera nelle giovanili da seconda punta e poi da attaccante, è stato poi spostato nel ruolo di difensore centrale, che ha ricoperto per tutta l'attività agonistica. Considerato uno dei migliori difensori inglesi della sua generazione, aveva una personalità da leader. Si faceva notare per i tackle irruenti che effettuava in partita, oltre che per la lettura del gioco avversario che gli permetteva di giocare d'anticipo e la concentrazione che aveva durante i 90 minuti. Poteva essere adattato anche da centrocampista davanti alla difesa, oltre che da terzino su entrambe le fasce.

## Carriera

### Club
Carragher entra a far parte delle giovanili del Liverpool ancora teenager, nonostante fosse un tifoso dei rivali cittadini dell'Everton. Nelle giovanili del Liverpool vince la FA Youth Cup nel 1996 in una squadra che aveva al suo interno anche Michael Owen.

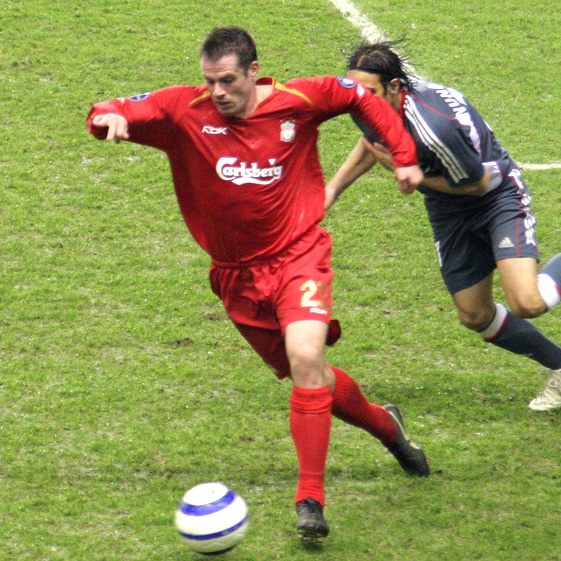
Carragher con la maglia del Liverpool

Nell'ottobre 1996 firma il suo primo contratto da professionista e tre mesi dopo esordisce in prima squadra nella semifinale della League Cup contro il Middlesbrough, entrando a sostituire Rob Jones. Poco dopo fa il suo debutto anche in Premier League entrando dalla panchina nella partita contro il West Ham. La partita successiva contro l'Aston Villa lo vede titolare e segna il primo gol.
A partire dalla stagione seguente Carragher si guadagna un posto fisso in prima squadra, e nel 1998-1999 ottiene la prima convocazione in Nazionale. Durante questi primi anni Carragher viene utilizzato in tutti i ruoli della difesa.
Nel gennaio 2002, nel pareggio in FA Cup contro l'Arsenal, dagli spalti venne lanciata una moneta, e Carragher dopo averla raccolta decide di rilanciarla fra i tifosi. Per questo gesto si guadagna un cartellino rosso e tre giornate di squalifica, oltre ad una nota di biasimo dalla Football Association. A maggio poi un infortunio al ginocchio sinistro lo costringe ad un'operazione negli Stati Uniti che gli impedisce di prender parte ai Mondiali di calcio di Giappone e Corea 2002 e che lo tiene fuori anche i primi mesi della stagione successiva.
Nell'estate del 2003 l'acquisto di Steve Finnan sembra debba costargli la perdita del posto da titolare. Alla quinta giornata di Premier, un tackle di Lucas Neill del Blackburn gli costa una gamba rotta e sei mesi di infortunio. Nella seconda parte della stagione Carragher torna comunque titolare e gioca altre 17 partite in Premiership.
Nella stagione 2004-2005 il nuovo manager Rafael Benítez lo sposta nel ruolo di difensore centrale dove forma coppia con Sami Hyypiä. In questa stagione vince la UEFA Champions League.
L'8 luglio 2005 firma un nuovo contratto di quattro anni con il Liverpool, assieme al compagno Steven Gerrard. Le stagioni seguenti lo vedono sempre titolare, schierato come centrale al fianco di Hyypiä o del nuovo arrivato della stagione 2006-2007 Daniel Agger.
Il 7 febbraio 2013, nel corso della sua diciassettesima stagione da professionista con la maglia dei Reds, annuncia il suo ritiro a fine stagione. Gioca la sua ultima gara il 19 maggio 2013 in occasione dell'ultima giornata in cui i Reds hanno battuto 1-0 il QPR, e dove il pubblico di Anfield gli ha fatto un tributo per l'occasione.
Tra campionato e coppe vanta 737 presenze con la maglia dei Reds.

### Nazionale
Esordisce in Nazionale Under-21 nel 1996 come centrocampista arretrato, diventando in breve il capitano della squadra. Con 27 presenze detiene il record di partite giocate con l'Under-21.
Il suo esordio in Nazionale maggiore avviene il 28 aprile 1999, entrando dalla panchina nella partita contro l'Ungheria. Il suo debutto da titolare è rinviato invece al 2001 a White Hart Lane contro i Paesi Bassi, dove riceve anche il suo primo cartellino giallo con la casacca britannica al minuto 44. A causa di un infortunio al ginocchio sinistro ha perso i Mondiali del 2002, mentre per i Campionati europei di calcio 2004 viene convocato senza giocare alcuna partita.
Partecipa anche ai Mondiali del 2006 e fa il suo esordio da titolare contro Trinidad & Tobago. Nei quarti di finale contro il Portogallo sostituisce Aaron Lennon nel secondo tempo supplementare ed è uno dei tre giocatori inglesi che si fanno parare il rigore da Ricardo Pereira; nell'occasione Carragher fu costretto a tirare il rigore due volte, dato che al primo tentativo, nella cui occasione era anche riuscito a segnare, aveva tirato prima che l'arbitro fischiasse.
Dopo 3 anni di assenza dalle convocazioni, viene chiamato dal CT Fabio Capello per i Mondiali 2010, manifestazione in cui disputa due gare nella fase a gironi contro gli Stati Uniti e l'Algeria; la gara contro i nordafricani è stata l'ultima con la maglia dei tre leoni per Carragher, visto che dopo la competizione iridata (dove gli inglesi sono stati eliminati agli ottavi dalla Germania) ha annunciato il suo ritiro dalla Nazionale.
Con la selezione inglese ha disputato 38 partite senza mai andare a segno.

## Dopo il ritiro
Una volta appesi gli scarpini al chiodo diventa opinionista di Sky e Paramount +. Lavora inoltre per la CBS come opinionista fisso del programma UEFA Champions League, insieme a Kate Scott, Micah Richards e Thierry Henry.
Vive a Crosby, cittadina che si trova poco fuori Liverpool, la cui squadra, il Marine FC che milita in ottava divisione, viene sostenuta da Carragher con la sua JC23 Foundation in qualità di sponsor sulle divise ufficiali per la partita con il Tottenham di FA Cup del 10 gennaio 2021.

## Statistiche

### Presenze e reti nei club
| Stagione        | Squadra         | Campionato      | Campionato | Campionato | Coppe nazionali | Coppe nazionali | Coppe nazionali | Coppe continentali | Coppe continentali | Coppe continentali | Altre coppe | Altre coppe | Altre coppe | Totale | Totale |
| Stagione        | Squadra         | Comp            | Pres       | Reti       | Comp            | Pres            | Reti            | Comp               | Pres               | Reti               | Comp        | Pres        | Reti        | Pres   | Reti   |
| --------------- | --------------- | --------------- | ---------- | ---------- | --------------- | --------------- | --------------- | ------------------ | ------------------ | ------------------ | ----------- | ----------- | ----------- | ------ | ------ |
| 1996-1997       | Liverpool       | PL              | 2          | 1          | FACup+CdL       | 0+1             | 0               | -                  | -                  | -                  | -           | -           | -           | 3      | 1      |
| 1997-1998       | Liverpool       | PL              | 20         | 0          | FACup+CdL       | 0+2             | 0               | CU                 | 1                  | 0                  | -           | -           | -           | 23     | 0      |
| 1998-1999       | Liverpool       | PL              | 34         | 1          | FACup+CdL       | 2+2             | 0               | CU                 | 6                  | 0                  | -           | -           | -           | 44     | 1      |
| 1999-2000       | Liverpool       | PL              | 36         | 0          | FACup+CdL       | 2+2             | 0               | -                  | -                  | -                  | -           | -           | -           | 40     | 0      |
| 2000-2001       | Liverpool       | PL              | 34         | 0          | FACup+CdL       | 6+6             | 0               | CU                 | 12                 | 0                  | -           | -           | -           | 58     | 0      |
| 2001-2002       | Liverpool       | PL              | 33         | 0          | FACup+CdL       | 2+1             | 0               | UCL                | 15                 | 0                  | CS+SU       | 1+1         | 0           | 53     | 0      |
| 2002-2003       | Liverpool       | PL              | 35         | 0          | FACup+CdL       | 3+5             | 0               | UCL+CU             | 11                 | 0                  | CS          | 0           | 0           | 54     | 0      |
| 2003-2004       | Liverpool       | PL              | 22         | 0          | FACup+CdL       | 3+0             | 0               | CU                 | 4                  | 0                  | -           | -           | -           | 29     | 0      |
| 2004-2005       | Liverpool       | PL              | 38         | 0          | FACup+CdL       | 0+3             | 0               | UCL                | 15                 | 0                  | -           | -           | -           | 56     | 0      |
| 2005-2006       | Liverpool       | PL              | 36         | 0          | FACup+CdL       | 6+0             | 0               | UCL                | 12                 | 1                  | SU+Cmc      | 1+2         | 0           | 57     | 1      |
| 2006-2007       | Liverpool       | PL              | 35         | 1          | FACup+CdL       | 1+1             | 0               | UCL                | 13                 | 0                  | CS          | 1           | 0           | 51     | 1      |
| 2007-2008       | Liverpool       | PL              | 35         | 0          | FACup+CdL       | 4+3             | 0               | UCL                | 13                 | 0                  | -           | -           | -           | 55     | 0      |
| 2008-2009       | Liverpool       | PL              | 38         | 1          | FACup+CdL       | 3+1             | 0               | UCL                | 12                 | 0                  | -           | -           | -           | 54     | 1      |
| 2009-2010       | Liverpool       | PL              | 37         | 0          | FACup+CdL       | 2+1             | 0               | UCL+UEL            | 13                 | 0                  | -           | -           | -           | 53     | 0      |
| 2010-2011       | Liverpool       | PL              | 28         | 0          | FACup+CdL       | 0               | 0               | UEL                | 10                 | 0                  | -           | -           | -           | 38     | 0      |
| 2011-2012       | Liverpool       | PL              | 21         | 0          | FACup+CdL       | 5+5             | 0               | -                  | -                  | -                  | -           | -           | -           | 31     | 0      |
| 2012-2013       | Liverpool       | PL              | 24         | 0          | FACup+CdL       | 1+2             | 0               | UEL                | 11                 | 0                  | -           | -           | -           | 38     | 0      |
| Totale carriera | Totale carriera | Totale carriera | 508        | 4          |                 | 75              | 0               |                    | 148                | 1                  |             | 6           | 0           | 737    | 5      |

### Cronologia presenze e reti in nazionale
| Cronologia completa delle presenze e delle reti in nazionale ― Inghilterra | Cronologia completa delle presenze e delle reti in nazionale ― Inghilterra | Cronologia completa delle presenze e delle reti in nazionale ― Inghilterra | Cronologia completa delle presenze e delle reti in nazionale ― Inghilterra | Cronologia completa delle presenze e delle reti in nazionale ― Inghilterra | Cronologia completa delle presenze e delle reti in nazionale ― Inghilterra | Cronologia completa delle presenze e delle reti in nazionale ― Inghilterra | Cronologia completa delle presenze e delle reti in nazionale ― Inghilterra |
| Data                                                                       | Città                                                                      | In casa                                                                    | Risultato                                                                  | Ospiti                                                                     | Competizione                                                               | Reti                                                                       | Note                                                                       |
| -------------------------------------------------------------------------- | -------------------------------------------------------------------------- | -------------------------------------------------------------------------- | -------------------------------------------------------------------------- | -------------------------------------------------------------------------- | -------------------------------------------------------------------------- | -------------------------------------------------------------------------- | -------------------------------------------------------------------------- |
| 28-4-1999                                                                  | Budapest                                                                   | Ungheria                                                                   | 1 – 1                                                                      | Inghilterra                                                                | Amichevole                                                                 | -                                                                          | 62’                                                                        |
| 15-11-2000                                                                 | Torino                                                                     | Italia                                                                     | 1 – 0                                                                      | Inghilterra                                                                | Amichevole                                                                 | -                                                                          | 25’                                                                        |
| 25-5-2001                                                                  | Derby                                                                      | Inghilterra                                                                | 4 – 0                                                                      | Messico                                                                    | Amichevole                                                                 | -                                                                          | 46’                                                                        |
| 15-8-2001                                                                  | Londra                                                                     | Inghilterra                                                                | 0 – 2                                                                      | Paesi Bassi                                                                | Amichevole                                                                 | -                                                                          | 44’                                                                        |
| 1-9-2001                                                                   | Monaco di Baviera                                                          | Germania                                                                   | 1 – 5                                                                      | Inghilterra                                                                | Qual. Mondiali 2002                                                        | -                                                                          | 83’                                                                        |
| 5-9-2001                                                                   | Newcastle upon Tyne                                                        | Inghilterra                                                                | 2 – 0                                                                      | Albania                                                                    | Qual. Mondiali 2002                                                        | -                                                                          | 83’                                                                        |
| 10-11-2001                                                                 | Manchester                                                                 | Inghilterra                                                                | 1 – 1                                                                      | Svezia                                                                     | Amichevole                                                                 | -                                                                          | 86’                                                                        |
| 17-4-2002                                                                  | Liverpool                                                                  | Inghilterra                                                                | 4 – 0                                                                      | Paraguay                                                                   | Amichevole                                                                 | -                                                                          | 69’                                                                        |
| 3-6-2003                                                                   | Leicester                                                                  | Inghilterra                                                                | 2 – 1                                                                      | Serbia e Montenegro                                                        | Amichevole                                                                 | -                                                                          | 61’                                                                        |
| 18-2-2004                                                                  | Loulé                                                                      | Portogallo                                                                 | 1 – 1                                                                      | Inghilterra                                                                | Amichevole                                                                 | -                                                                          | 86’                                                                        |
| 31-3-2004                                                                  | Göteborg                                                                   | Svezia                                                                     | 1 – 0                                                                      | Inghilterra                                                                | 100º ann. Federazione Svedese                                              | -                                                                          |                                                                            |
| 5-6-2004                                                                   | Manchester                                                                 | Inghilterra                                                                | 6 – 1                                                                      | Islanda                                                                    | FA Summer Tournament                                                       | -                                                                          | 85’                                                                        |
| 18-8-2004                                                                  | Newcastle upon Tyne                                                        | Inghilterra                                                                | 3 – 0                                                                      | Ucraina                                                                    | Amichevole                                                                 | -                                                                          | 61’                                                                        |
| 4-9-2004                                                                   | Vienna                                                                     | Austria                                                                    | 2 – 2                                                                      | Inghilterra                                                                | Qual. Mondiali 2006                                                        | -                                                                          | 82’                                                                        |
| 8-9-2004                                                                   | Chorzów                                                                    | Polonia                                                                    | 1 – 2                                                                      | Inghilterra                                                                | Qual. Mondiali 2006                                                        | -                                                                          | 32’                                                                        |
| 17-11-2004                                                                 | Madrid                                                                     | Spagna                                                                     | 1 – 0                                                                      | Inghilterra                                                                | Amichevole                                                                 | -                                                                          | 62’                                                                        |
| 9-2-2005                                                                   | Birmingham                                                                 | Inghilterra                                                                | 0 – 0                                                                      | Paesi Bassi                                                                | Amichevole                                                                 | -                                                                          |                                                                            |
| 17-8-2005                                                                  | Copenaghen                                                                 | Danimarca                                                                  | 4 – 1                                                                      | Inghilterra                                                                | Amichevole                                                                 | -                                                                          | 46’                                                                        |
| 3-9-2005                                                                   | Cardiff                                                                    | Galles                                                                     | 0 – 1                                                                      | Inghilterra                                                                | Qual. Mondiali 2006                                                        | -                                                                          |                                                                            |
| 7-9-2005                                                                   | Belfast                                                                    | Irlanda del Nord                                                           | 1 – 0                                                                      | Inghilterra                                                                | Qual. Mondiali 2006                                                        | -                                                                          |                                                                            |
| 8-10-2005                                                                  | Manchester                                                                 | Inghilterra                                                                | 1 – 0                                                                      | Austria                                                                    | Qual. Mondiali 2006                                                        | -                                                                          |                                                                            |
| 12-10-2005                                                                 | Manchester                                                                 | Inghilterra                                                                | 2 – 1                                                                      | Polonia                                                                    | Qual. Mondiali 2006                                                        | -                                                                          |                                                                            |
| 1-3-2006                                                                   | Liverpool                                                                  | Inghilterra                                                                | 2 – 1                                                                      | Uruguay                                                                    | Amichevole                                                                 | -                                                                          | 32’ 88’                                                                    |
| 30-5-2006                                                                  | Manchester                                                                 | Inghilterra                                                                | 3 – 1                                                                      | Ungheria                                                                   | Amichevole                                                                 | -                                                                          |                                                                            |
| 3-6-2006                                                                   | Manchester                                                                 | Inghilterra                                                                | 6 – 0                                                                      | Giamaica                                                                   | Amichevole                                                                 | -                                                                          |                                                                            |
| 15-6-2006                                                                  | Norimberga                                                                 | Trinidad e Tobago                                                          | 0 – 2                                                                      | Inghilterra                                                                | Mondiali 2006 - 1º turno                                                   | -                                                                          | 58’                                                                        |
| 20-6-2006                                                                  | Colonia                                                                    | Svezia                                                                     | 2 – 2                                                                      | Inghilterra                                                                | Mondiali 2006 - 1º turno                                                   | -                                                                          |                                                                            |
| 25-6-2006                                                                  | Stoccarda                                                                  | Ecuador                                                                    | 0 – 1                                                                      | Inghilterra                                                                | Mondiali 2006 - Ottavi di finale                                           | -                                                                          | 77’ 82’                                                                    |
| 1-7-2006                                                                   | Gelsenkirchen                                                              | Inghilterra                                                                | 0 – 0 dts (1 – 3 dtr)                                                      | Portogallo                                                                 | Mondiali 2006 - Quarti di finale                                           | -                                                                          | 119’                                                                       |
| 16-8-2006                                                                  | Manchester                                                                 | Inghilterra                                                                | 4 – 0                                                                      | Grecia                                                                     | Amichevole                                                                 | -                                                                          | 79’                                                                        |
| 11-10-2006                                                                 | Zagabria                                                                   | Croazia                                                                    | 2 – 0                                                                      | Inghilterra                                                                | Qual. Euro 2008                                                            | -                                                                          | 73’                                                                        |
| 7-2-2007                                                                   | Manchester                                                                 | Inghilterra                                                                | 0 – 1                                                                      | Spagna                                                                     | Amichevole                                                                 | -                                                                          | 64’                                                                        |
| 24-3-2007                                                                  | Ramat Gan                                                                  | Israele                                                                    | 0 – 0                                                                      | Inghilterra                                                                | Qual. Euro 2008                                                            | -                                                                          | 13’                                                                        |
| 1-6-2007                                                                   | Londra                                                                     | Inghilterra                                                                | 1 – 1                                                                      | Brasile                                                                    | Amichevole                                                                 | -                                                                          |                                                                            |
| 24-5-2010                                                                  | Londra                                                                     | Inghilterra                                                                | 3 – 1                                                                      | Messico                                                                    | Amichevole                                                                 | -                                                                          | 46’                                                                        |
| 30-5-2010                                                                  | Graz                                                                       | Giappone                                                                   | 1 – 2                                                                      | Inghilterra                                                                | Amichevole                                                                 | -                                                                          | 46’                                                                        |
| 12-6-2010                                                                  | Phokeng                                                                    | Stati Uniti                                                                | 1 – 1                                                                      | Inghilterra                                                                | Mondiali 2010 - 1º turno                                                   | -                                                                          | 46’ 59’                                                                    |
| 18-6-2010                                                                  | Città del Capo                                                             | Algeria                                                                    | 0 – 0                                                                      | Inghilterra                                                                | Mondiali 2010 - 1º turno                                                   | -                                                                          | 58’                                                                        |
| Totale                                                                     |                                                                            | Presenze                                                                   | 38                                                                         |                                                                            | Reti                                                                       | 0                                                                          |                                                                            |

## Palmarès

### Club

#### Competizioni nazionali
- Coppa d'Inghilterra: 2

Liverpool: 2000-2001, 2005-2006
- Coppa di Lega inglese: 3

Liverpool: 2000-2001, 2002-2003, 2011-2012
- Charity/Community Shield: 2

Liverpool: 2001, 2006

#### Competizioni internazionali
- Coppa UEFA: 1

Liverpool: 2000-2001
- Supercoppa UEFA: 2

Liverpool: 2001, 2005
- UEFA Champions League: 1

Liverpool: 2004-2005

#### Competizioni giovanili
- FA Youth Cup: 1

Liverpool: 1995-1996